# Elements del període 4
Un element del període 4 és un dels elements químics de la quarta filera (o període) de la taula periòdica dels elements.
Aquests són:
| Grup     | 1    | 2     | 3     | 4     | 5    | 6     | 7     | 8     | 9     | 10    | 11    | 12    | 13    | 14    | 15    | 16    | 17    | 18    |
| # Nom    | 19 K | 20 Ca | 21 Sc | 22 Ti | 23 V | 24 Cr | 25 Mn | 26 Fe | 27 Co | 28 Ni | 29 Cu | 30 Zn | 31 Ga | 32 Ge | 33 As | 34 Se | 35 Br | 36 Kr |
| e--conf. |      |       |       |       |      |       |       |       |       |       |       |       |       |       |       |       |       |       |

| Metalls alcalins | Alcalinoterris | Lantanoides | Actinoides | Metalls de transició |
| Altres metalls   | Metal·loides   | No metalls  | Halògens   | Gasos nobles         |